# Mauritanie
Mauritanie (tiếng Việt: Mô-ri-ta-ni; tiếng Ả Rập: موريتانيا Mūrītāniyā; tiếng Wolof: Gànnaar; tiếng Soninke: Murutaane; tiếng Pular: Moritani; tiếng Pháp: Mauritanie, tiếng Anh: Mauritania), có tên chính thức là Cộng hòa Hồi giáo Mauritanie, là một đất nước nằm ở Tây Phi. Đất nước này giáp với Đại Tây Dương về hướng Tây, giáp với Sénégal về phía tây nam, với Mali ở hướng đông và đông nam, với Algérie ở hướng đông bắc, và với Maroc cùng khu vực Tây Sahara ở hướng tây bắc. Tên của quốc gia này được đặt theo tên tỉnh Mauretania của La Mã cổ đại, ngay cả khi đất nước Mauritanie hiện tại hoàn toàn cách biệt về phía tây nam so với lãnh thổ cũ. Thủ đô và thành phố lớn nhất của nước này Nouakchott, nằm bên bờ Đại Tây Dương.
Mauritanie độc lập khỏi Tây Phi thuộc Pháp vào năm 1960. Kể từ đó, đất nước đã trải qua các cuộc đảo chính liên tục và thời kỳ thống trị của quân đội độc tài. Chính phủ dân sự của Mauritanie bị lật đổ vào ngày 6 tháng 8 năm 2008, trong một cuộc đảo chính quân sự thực hiện bởi Tướng Mohamed Ould Abdel Aziz. Ngày 16 tháng 8 năm 2009, Mohamed Aziz đã rời chức vụ trong quân đội để tham gia vào cuộc bầu cử tổng thống diễn ra vào ngày 19 tháng 7, sau đó ông đã thắng cử, và tiếp tục tái đắc cử năm 2014. Chiến thắng của Mohamed Ould Ghazouani trong cuộc bầu cử tổng thống Mauritanie năm 2019 được coi là sự chuyển giao quyền lực hòa bình đầu tiên của đất nước kể từ khi độc lập.
Khoảng 20% dân số Mauritanie sống dưới mức 1,25 USD một ngày.

## Tên gọi
Mauritanie lấy tên từ vương quốc Berber cổ đại hưng thịnh bắt đầu từ thế kỷ thứ ba trước Công nguyên và sau đó trở thành tỉnh Mauretania của La Mã, phát triển mạnh mẽ vào thế kỷ thứ bảy sau công nguyên. Tuy nhiên, lãnh thổ hai vùng không trùng lặp: Mauretania lịch sử nằm xa hơn đáng kể về phía bắc so với Mauritania hiện đại: Nó được trải dài dọc theo toàn bộ nửa phía tây bờ biển Địa Trung Hải của châu Phi.
Thuật ngữ “Mauretania” bắt nguồn từ tên gọi tiếng Hy Lạp và La Mã cho các dân tộc Berber trong khu vực: người Mauri. Từ "Mauri" cũng là tên gốc của người Moor.

## Lịch sử

### Trước kỷ thuộc địa
Từ thế kỷ thứ năm đến thế kỷ thứ bảy, các bộ lạc của người Berber di cư đến Mauritanie từ Bắc Phi và thay thế người Bafour, vốn là những cư dân hiện nay của Mauritanie và là tổ tiên của người Soninke. Người Bafour sống chủ yếu nhờ vào nông nghiệp, và năm trong số những tộc người từ bỏ lối sống du mục sớm nhất. Cùng với sự mở rộng dần dần của sa mạc Sahara, họ tiến về phía nam.
Sau đó không chỉ có những bộ lạc ở Trung tâm Sahara đến sinh sống ở Tây Phi, vào năm 1076, các chiến binh thầy tu Hồi giáo người Moor (Almoravid hay Al Murabitun) tấn công và chinh phục đế quốc Ghana. Trong hơn 500 năm sau đó, người Ả Rập dẹp tan được sự kháng cự quyết liệt của các cư dân tại địa phương (người Berber và người không thuộc chủng tộc Berber) và đặt quyền thống trị Mauritanie. Chiến tranh Mauritanie ba mươi năm (1644–74) là nỗ lực không thành công cuối cùng nhằm đẩy lui những kẻ xâm lược người Ả Rập Yemen Maqil được dẫn đầu bởi bộ lạc Beni Hassan.
Những hậu duệ của các chiến binh Beni Hassan trở thành tầng lớp trên trong xã hội Moorish. Tuy nhiên ảnh hưởng người Berbers vẫn tồn tại thông qua các Marabout vốn là những người bảo tồn và giảng dạy truyền thống Hồi giáo. Nhiều bộ lạc Berber khẳng định họ có nguồn gốc từ Yemen (và các vùng đất Ả Rập khác), tuy nhiên lại có ít bằng chứng cho thấy điều này, chỉ trừ một vài nghiên cứu chỉ ra mối quan hệ giữa hai nhóm chủng tộc. Tiếng Hassaniya, một phương ngữ của người Berber chịu ảnh hưởng của tiếng Ả Rập được đặt tên theo Beni Hassan, vốn đã trở thành ngôn ngữ thông dụng trong các nhóm cư dân du mục.

### Thời kì thuộc địa
Kể từ cuối thập kỷ 1800, Thực dân Pháp dần dần bình định được các lãnh thổ mà ngày nay là Mauritanie từ khu vực sông Sénégal lên phía bắc. Năm 1901, một người Pháp tên là Xavier Coppolani được giao nhiệm vụ đánh chiếm các thuộc địa. Bằng chiến lược kết hợp giữa việc liên minh với các bộ lạc Zawiya và gây áp lực quân sự lên các chiến binh du mục Hassane, ông này đã mở rộng được quyền thống trị của người Pháp tới các tiểu vương quốc bên trong Mauritanies: Trarza, Brakna và Tagant một cách nhanh chóng thông qua một loạt các hiệp định chấp nhận sự bảo hộ của người Pháp (1903–04). Duy chỉ có tiểu vương quốc Adrar ở phía bắc đứng vững được lâu hơn cả, nhờ vào các cuộc nổi dậy chống thực dân (hay jihad) của shaykh Maa al-Aynayn. Cuối cùng thì tiểu vương quốc này bị chinh phục bằng sức mạnh quân sự vào năm 1912, và được sáp nhập vào lãnh thổ Mauritanie, vốn tách ra vào năm 1904. Sau đó Mauritanie đã trở thành một phần của Tây Phi thuộc Pháp từ năm 1920.

### Độc lập, thời kỳ Ould Daddah và xung đột với Tây Sahara (1960–1978)
Năm 1960, Mauritanie trở thành nước Cộng hòa Hồi giáo độc lập dưới sự lãnh đạo của Tổng thống Moktar Ould Daddah. Năm 1964, Tổng thống Moktar Ould Daddah, ban đầu được chỉ định bởi người Pháp, chính thức tuyên bố Mauritania là một quốc gia độc đảng với một hiến pháp mới, thiết lập một chế độ độc tài tổng thống. Đảng "Parti du Peuple Mauritanien" (PPM) của Daddah đã trở thành tổ chức cầm quyền trong hệ thống độc đảng. Tổng thống biện minh cho điều này với lý do Mauritania chưa sẵn sàng cho nền dân chủ đa đảng kiểu phương Tây. Theo hiến pháp độc đảng này, Daddah đã được bầu lại trong các cuộc bầu cử không kiểm tra vào năm 1976 và 1978.
Các trận hạn hán lớn ở Sahel vào đầu những năm 1970 đã gây ra sự tàn phá lớn ở Mauritanie, làm trầm trọng thêm các vấn đề đói nghèo và xung đột. Năm 1975, vì lo sợ trước sự bành trướng của Maroc, Mauritanie đã cùng Maroc sáp nhập và phân chia quyền kiểm soát vùng Tây Sahara. Việc xâm chiếm này mở đầu cuộc xung đột giữa người Saharawi thuộc Mặt trận Polisario với Maroc và Mauritanie.
Năm 1978, Tổng thống Daddah bị ủy ban quân sự cứu quốc lật đổ. Từ đó, các nhà quân sự độc tài thay phiên lên cầm quyền.

### Chính phủ quân sự CMRN và CMSN (1978–1984)
Chính quyền CMRN của Đại tá Mustafa Ould Salek tỏ ra không có khả năng thiết lập một cơ sở quyền lực vững chắc hoặc đưa đất nước ra khỏi cuộc xung đột gây bất ổn với phong trào kháng chiến Sahrawi, Mặt trận Polisario. Nó nhanh chóng sụp đổ và được thay thế bởi một chính phủ quân sự khác, CMSN. Năm 1979, Mauritanie ký hiệp định hòa bình với Mặt trận Polisario tại Algérie và rút quân khỏi vùng Tây Sahara.
Đại tá Mohamed Khouna Ould Haidallah sớm nổi lên như một người điều hành đất nước. Bằng cách từ bỏ tất cả các yêu sách đối với Tây Sahara, ông đã tìm thấy hòa bình với Polisario và cải thiện quan hệ với nước ủng hộ chính của mặt trận, Algeria. Nhưng quan hệ với Maroc và đồng minh châu Âu là Pháp đã xấu đi. Tình trạng bất ổn tiếp tục diễn ra, và những nỗ lực cải cách đầy tham vọng của Haidallah được thành lập. Chế độ của ông bị cản trở bởi những âm mưu đảo chính và âm mưu bên trong quân đội. Nó ngày càng trở nên tranh chấp do các biện pháp khắc nghiệt và không khoan nhượng của ông đối với các đối thủ; nhiều người bất đồng chính kiến đã bị bỏ tù, và một số bị hành quyết. Năm 1981, chế độ nô lệ chính thức được bãi bỏ theo luật, biến Mauritania trở thành quốc gia cuối cùng trên thế giới làm như vậy.

### Thời kỳ Ould Taya (1984–2005)
Vào tháng 12 năm 1984, Haidallah bị hạ bệ bởi Đại tá Maaouya Ould Sid'Ahmed Taya. Ould Taya đã thiết lập lại quan hệ với Maroc vào cuối những năm 1980. Mauritania đã không hủy bỏ sự công nhận của mình đối với chính phủ lưu vong Tây Sahara của Polisario, và vẫn có quan hệ tốt với Algeria. Lập trường của nước này đối với cuộc xung đột Tây Sahara kể từ những năm 1980 là trung lập. Taya nới lỏng luật lệ Hồi giáo, đấu tranh chống tham nhũng, xúc tiến cải cách kinh tế theo đề xuất của Quỹ Tiền tệ Quốc tế (IMF) và tổ chức cuộc bầu cử Quốc hội đa đảng lần đầu tiên năm 1986.
Mối bất hòa sắc tộc thể hiện rõ trong bạo lực giữa các cộng đồng nổ ra vào tháng 4 năm 1989 ("Chiến tranh biên giới Mauritania-Senegal"), nhưng sau đó đã lắng xuống. Mauritanie trục xuất khoảng 70.000 người Mauritanie châu Phi cận Sahara vào cuối những năm 1980. Căng thẳng sắc tộc và vấn đề nhạy cảm về chế độ nô lệ - trong quá khứ và ở một số khu vực, hiện tại - vẫn là những chủ đề mạnh mẽ trong các cuộc tranh luận chính trị của đất nước.

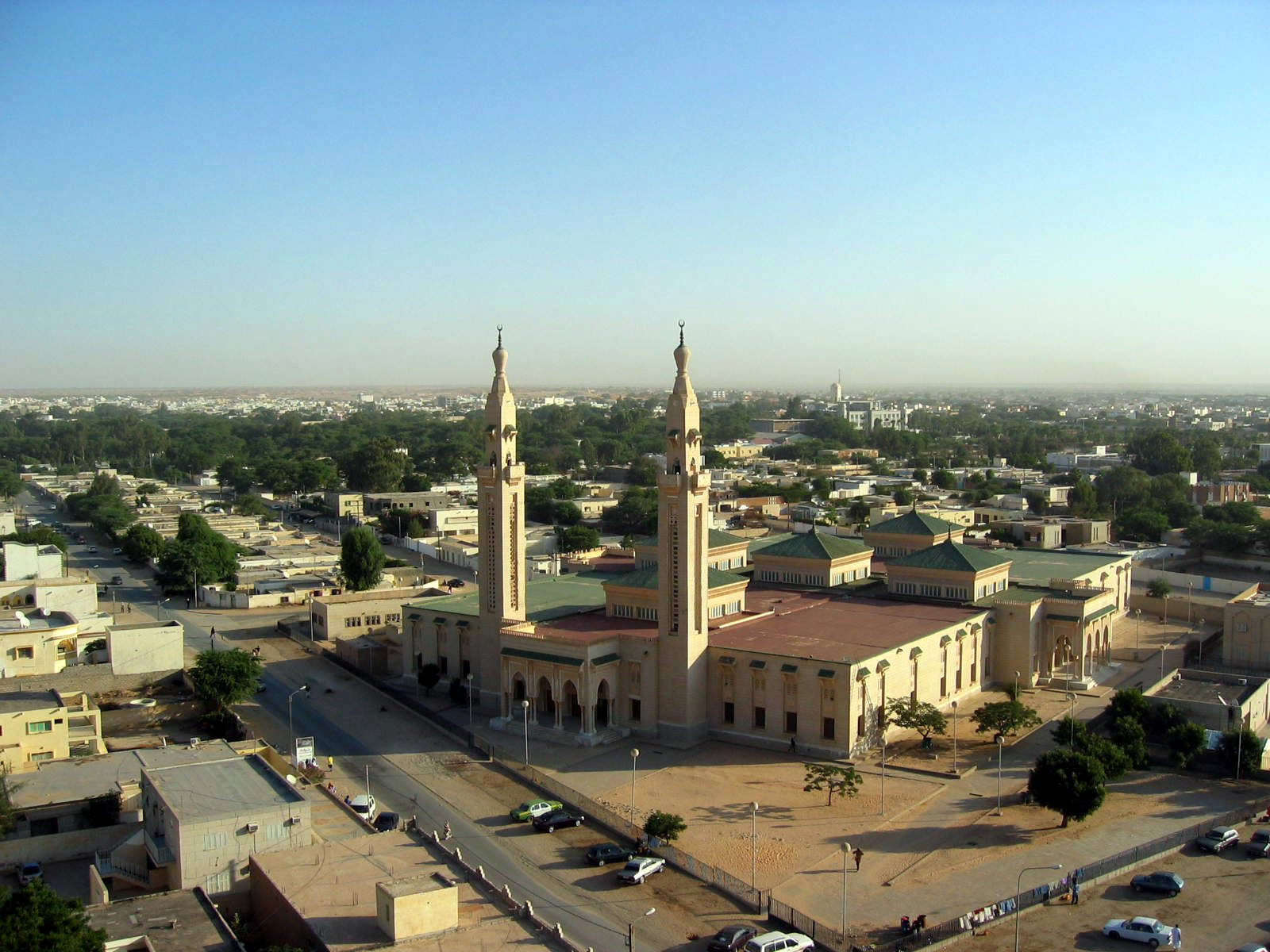
Nouakchott là thủ đô và là thành phố lớn nhất của Mauritania. Đây là một trong những thành phố lớn nhất ở Sahara.

Năm 1991, một cuộc trưng cầu dân ý cho phép thông qua chế độ đa đảng và tự do báo chí được nêu trong Hiến pháp mới. Năm 1992, cuộc tuyển cử đa đảng lần đầu tiên diễn ra kể từ khi giành độc lập. Đại tá Ould Taya được bầu làm Tổng thống nước Cộng hòa. Đảng của Taya giành thắng lợi trong cuộc bầu cử lập pháp nhưng bị phe đối lập tẩy chay. Mauritanie thiết lập lại mối quan hệ ngoại giao với Sénégal. Năm 1997, Ould Taya tái đắc cứ Tổng thống.

### Các cuộc đảo chính quân sự (2005–nay)
Vào ngày 3 tháng 8 năm 2005, một cuộc đảo chính quân sự do Đại tá Ely Ould Mohamed Vall lãnh đạo đã kết thúc 21 năm cầm quyền của Maaouya Ould Sid'Ahmed Taya. Lợi dụng sự có mặt của Taya tại lễ tang của Quốc vương Ả Rập Xê-út Fahd, quân đội, bao gồm các thành viên của đội bảo vệ tổng thống, đã giành quyền kiểm soát các điểm trọng yếu ở thủ đô Nouakchott. Cuộc đảo chính diễn ra mà không có thiệt hại về nhân mạng.

Cuộc bầu cử tổng thống hoàn toàn dân chủ đầu tiên của Mauritania diễn ra vào ngày 11 tháng 3 năm 2007. Cuộc bầu cử đã thực hiện sự chuyển giao cuối cùng từ chế độ quân sự sang dân sự sau cuộc đảo chính quân sự năm 2005. Chính phủ của Tổng thống Sidi Ould Cheikh Abdallahi được thành lập.

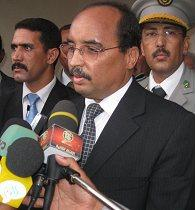
Tổng thống Mohamed Ould Addel Aziz, tổng thống Mauritanie giai đoạn 2009-2019.

Không lâu sau đó vào tháng 8 năm 2008, chính quyền quân sự lại đảo chính và đưa tướng Mohamed Ould Abdel Aziz lên làm lãnh đạo. Cuộc đảo chính cũng được hậu thuẫn bởi đối thủ của Abdallahi trong cuộc bầu cử năm 2007, Ahmed Ould Daddah. Tuy nhiên, chế độ của Abdel Aziz bị cô lập trên trường quốc tế, và trở thành đối tượng của các lệnh trừng phạt ngoại giao và việc hủy bỏ một số dự án viện trợ. Chỉ có một số ít nước ủng hộ (trong số đó có Morocco, Libya và Iran), trong khi Algeria, Hoa Kỳ, Pháp và các nước châu Âu khác chỉ trích cuộc đảo chính, và tiếp tục coi Abdallahi là tổng thống hợp pháp của Mauritania. Trong nước, một nhóm các đảng liên kết xung quanh Abdallahi để tiếp tục phản đối cuộc đảo chính, khiến chính quyền cấm biểu tình và đàn áp các nhà hoạt động đối lập. Áp lực quốc tế và nội bộ cuối cùng buộc phải thả Abdallahi, người đang bị quản thúc tại quê nhà. Chính phủ mới đã cắt đứt quan hệ với Israel. Aziz đã được chính thức bầu làm Tổng thống Mauritanie tháng 7 năm 2009, mặc dù cuộc bầu cử chịu sự phản đối của phe đối lập trong nước và dư luận quốc tế.
Vào tháng 2 năm 2011, làn sóng của Mùa xuân Ả Rập đã lan đến Mauritania, hàng nghìn người đã xuống đường biểu tình ở thủ đô. Tháng 8 năm 2019, Mohamed Ould Ghazouani tuyên thệ nhậm chức tổng thống thứ mười của Mauritania.
Chế độ nô lệ thời hiện đại vẫn tồn tại dưới nhiều hình thức khác nhau ở Mauritania.  Theo một số ước tính, hàng nghìn người Mauritanie vẫn bị bắt làm nô lệ. Một báo cáo năm 2012 của CNN, "Thành trì cuối cùng của nô lệ," của John D. Sutter, mô tả và ghi lại các nền văn hóa sở hữu nô lệ đang diễn ra.  Sự phân biệt đối xử xã hội này chủ yếu được áp dụng chống lại "người Moor da đen" (Haratin) ở miền bắc của đất nước, nơi giới tinh hoa bộ lạc giữa "người Moor da trắng" (người Ả Rập nói tiếng Bidh'an, Hassaniya và người Berber Ả Rập) nắm giữ sự ảnh hưởng. Chế độ nô lệ cũng tồn tại trong các nhóm dân tộc châu Phi cận Sahara ở phía nam.
Mauritanie là thành viên của Liên đoàn Ả Rập và Tổ chức Thống nhất châu Phi.

## Chính trị
Chính thể Cộng hòa Tổng thống.
Đứng đầu nhà nước là Tổng thống. Đứng đầu chính phủ là Thủ tướng. Tổng thống được bầu theo phổ thông đầu phiếu, nhiệm kì 6 năm; Thủ tướng do Tổng thống bổ nhiệm.
Cơ quan lập pháp là Quốc hội lưỡng viện: Thượng nghị viện gồm 56 thành viên, nhiệm kì 6 năm; hai năm một lần, bầu lại 17 thành viên. Hạ nghị viện gồm 79 thành viên, được bầu theo phổ thông đầu phiếu, nhiệm kì 5 năm.
Cơ quan tư pháp là hệ thống tư pháp gồm 3 cấp: cấp thấp, cấp phúc thẩm và Tòa án Tối cao.

## Phân cấp hành chính

Các vùng của Mauritanie

Mauritanie được chia làm 12 vùng (régions) gọi là wilaya và khu vực thủ đô ở Nouakchott, dưới vùng có 44 tỉnh (moughataa). Các vùng và khu vực thủ đô theo thức tự alphabet kèm theo thủ phủ của tỉnh là:

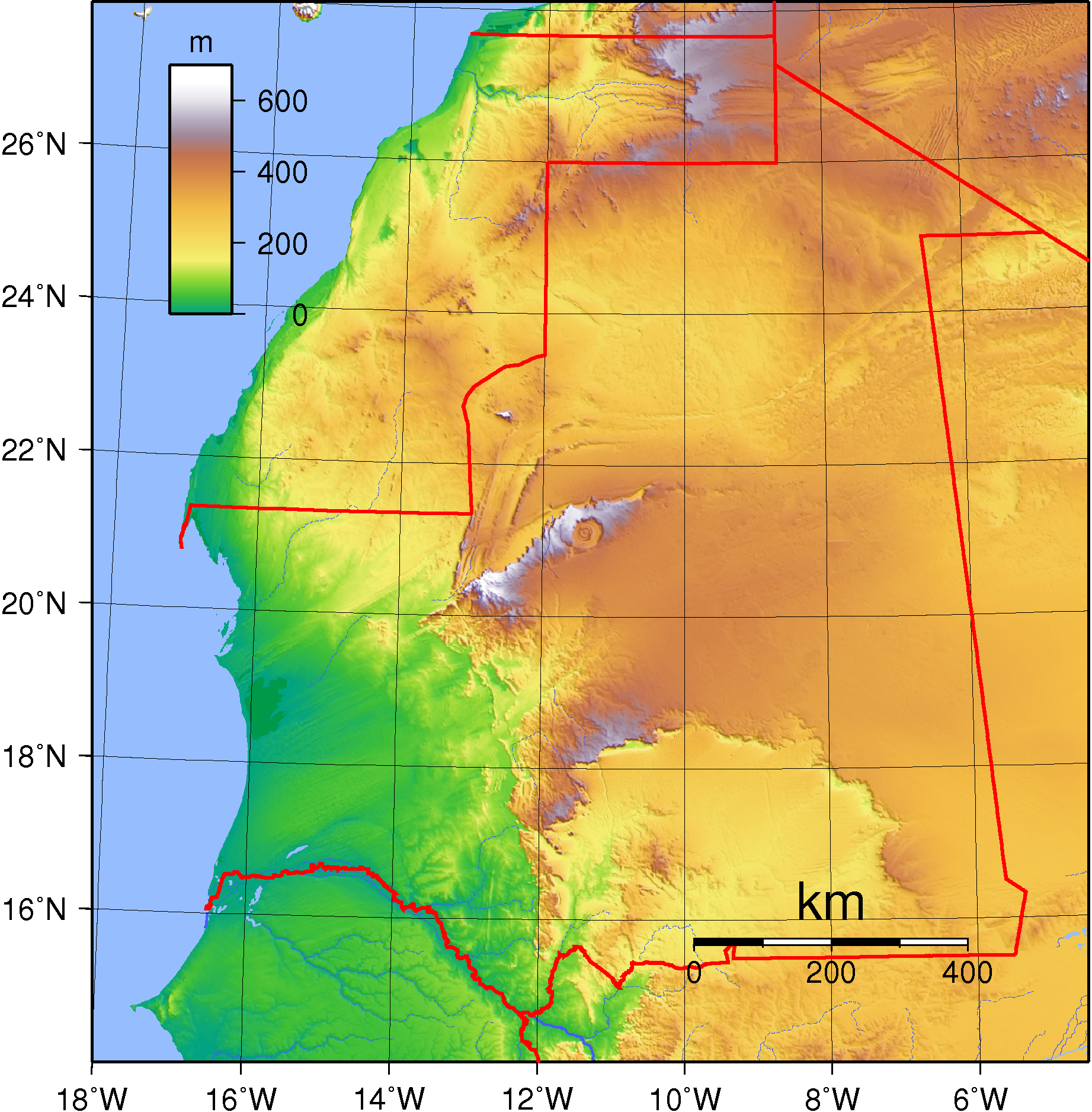
Địa hình Mauritanie

| Vùng               | Thủ phủ         | #  |
| ------------------ | --------------- | -- |
| Adrar              | Atar            | 1  |
| Assaba             | Kiffa           | 2  |
| Brakna             | Aleg            | 3  |
| Dakhlet Nouadhibou | Nouadhibou      | 4  |
| Gorgol             | Kaédi           | 5  |
| Guidimaka          | Sélibaby        | 6  |
| Hodh Ech Chargui   | Néma            | 7  |
| Hodh El Gharbi     | Ayoun el Atrous | 8  |
| Inchiri            | Akjoujt         | 9  |
| Nouakchott-Nord    | Dar-Naim        | 10 |
| Nouakchott-Ouest   | Tevragh-Zeina   | 10 |
| Nouakchott-Sud     | Arafat          | 10 |
| Tagant             | Tidjikdja       | 11 |
| Tiris Zemmour      | Zouérat         | 12 |
| Trarza             | Rosso           | 13 |

## Địa lý

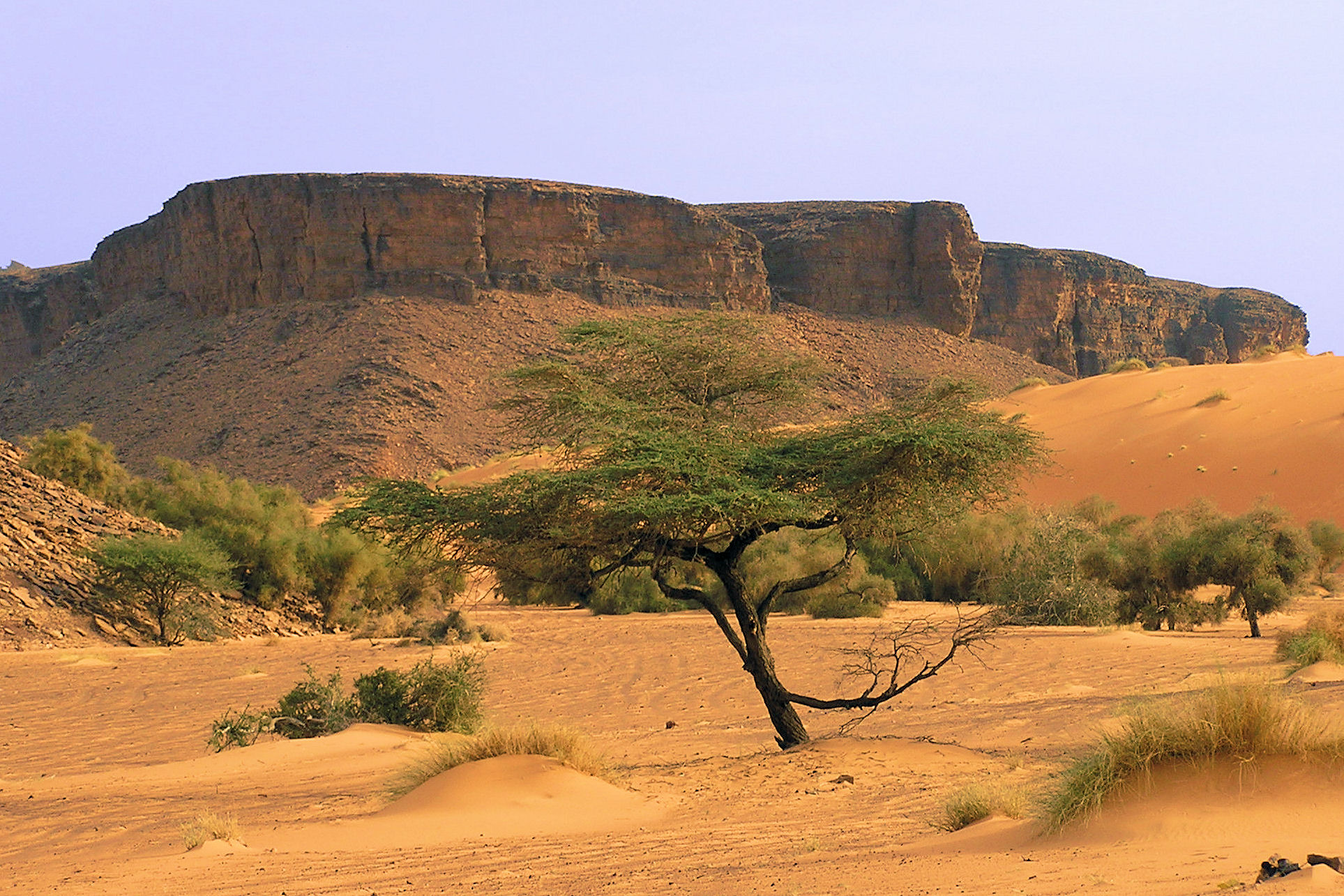
Các dãy núi trong khu vực Adrar, sa mạc xung quanh là cảnh quan đặc trưng của nước này.

Nước này ở khu vực Tây Phi, nằm về phía Tây Nam sa mạc Sahara, Tây giáp Đại Tây Dương, có chung biên giới với Algérie, Mali và Sénégal. Địa hình bằng phẳng, khoảng 3/4 lãnh thổ là vùng bán bình nguyên được bao phủ bởi các đụn cát thuộc vùng Tây sa mạc Sahara. Do hậu quả của hạn hán nghiêm trọng kéo dài, sa mạc đã mở rộng kể từ giữa những năm 1960.
Vùng thảo nguyên Sahara ở phía Nam tương đối ít mưa, tập trung khoảng 90% dân số. Sông Sénégal ở biên giới phía Nam là trục giao thông đường thủy duy nhất và chỉ có vùng ven sông là vùng đất màu mỡ nhất nước.

## Kinh tế

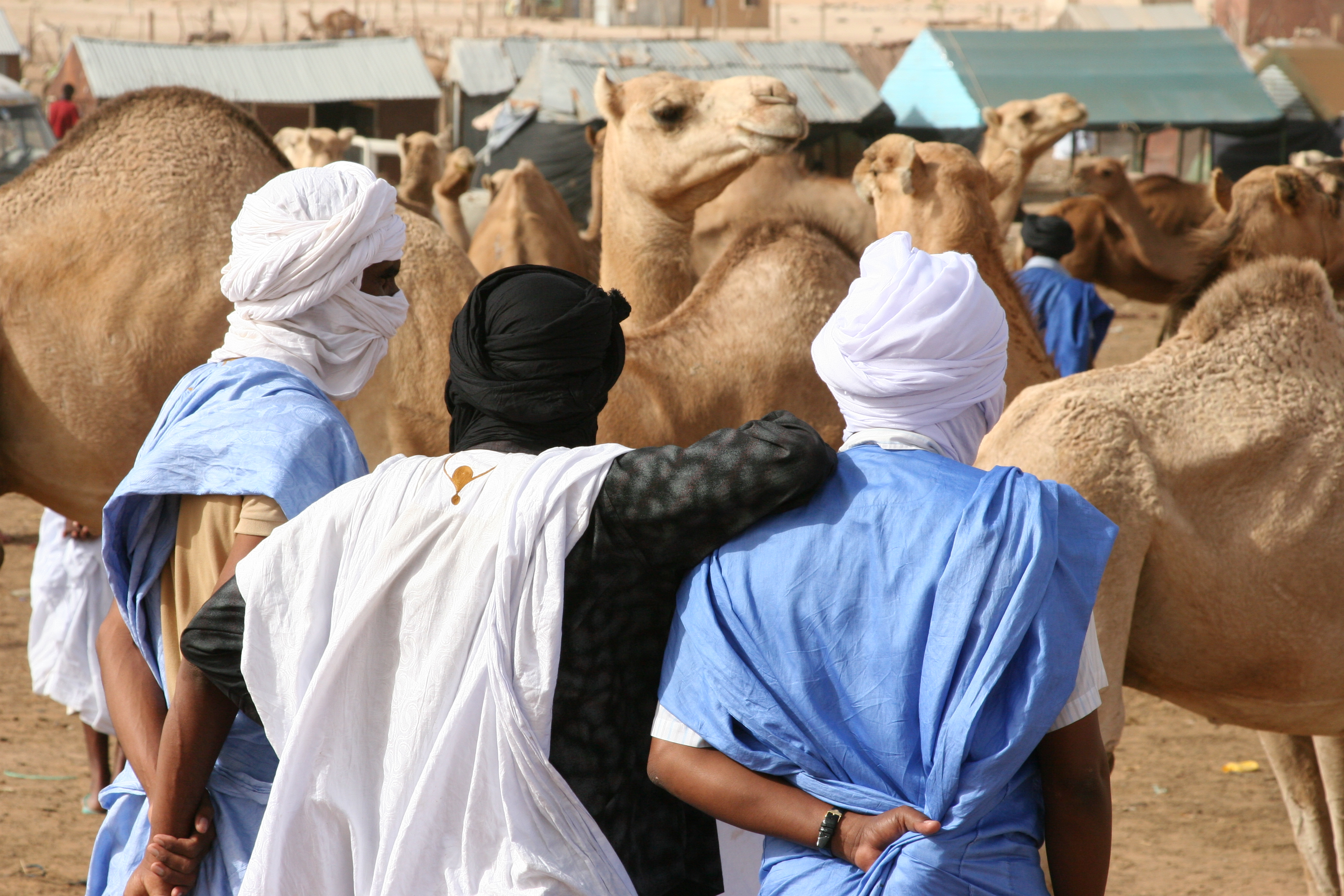
Chợ mua bán lạc đà ở Nouakchott.

Mặc dù giàu tài nguyên thiên nhiên nhưng Mauritanie thuộc nhóm các nước kém phát triển. Phần lớn dân số vẫn phụ thuộc vào nông nghiệp và chăn nuôi để kiếm sống, mặc dù hầu hết dân du mục và nhiều nông dân tự cung tự cấp đã buộc phải đến các thành phố lớn do hạn hán tái diễn trong những năm 1970 và 1980. Vùng lưu vực sông Sénégal ở sát biên giới phía Nam là vùng duy nhất có thể trồng trọt (lúa, lúa miến, ngô, chà là, kê). Ngành chăn nuôi du mục (bò, cừu, dê, lạc đà) gặp nhiều tổn thất trong những năm gần đây do hạn hán. Vùng lãnh hải thuộc Mauritanie là một trong những vùng biển có rất nhiều cá trên thế giới, tuy nhiên việc khai thác quá mức của người nước ngoài đe dọa nguồn tài nguyên chính của đất nước này. Cá biển và sắt là hai mặt hàng xuất khẩu chính.
Mauritanie có trữ lượng quặng sắt lớn thứ hai ở châu Phi, chiếm gần 50% tổng kim ngạch xuất khẩu. Các công ty khai thác vàng và đồng đang mở các mỏ trong nội địa. Cảng nước sâu đầu tiên của đất nước được mở gần Nouakchott vào năm 1986. Trong những năm gần đây, hạn hán và quản lý kinh tế yếu kém đã dẫn đến nợ nước ngoài tăng lên.
Mauritanie hiện đang thực hiện nhiều biện pháp khuyến khích các nhà đầu tư nước ngoài, đặc biệt là trong lĩnh vực khai thác sắt và đánh bắt hải sản. Đất nước có đường bờ biển dài 600 km với sản lượng cá thuộc loại nhiều nhất châu Phi. Hiện nay việc khai thác cá chủ yếu do các công ty của Nhật thực hiện. Chính phủ cũng đang nỗ lực thực hiện chương trình xoá đói giảm nghèo, giảm tỷ lệ thất nghiệp, đấu tranh chống tham nhũng và phát triển lĩnh vực tư nhân. Lĩnh vực nông nghiệp của Mauritanie chủ yếu tập trung vào các loại cây trồng như chà là, kê, lúa miến, gạo, ngô và chăn nuôi bò, cừu.
Dầu được phát hiện ở Mauritanie vào năm 2001 trong mỏ Chinguetti ngoài khơi bờ biển, song việc khai thác vẫn còn diễn ra ở quy mô nhỏ.

## Xã hội

### Nhân khẩu
| Tôn giáo tại Mauritanie | Tôn giáo tại Mauritanie | Tôn giáo tại Mauritanie | Tôn giáo tại Mauritanie | Tôn giáo tại Mauritanie |
| ----------------------- | ----------------------- | ----------------------- | ----------------------- | ----------------------- |
|                         |                         |                         |                         |                         |
| Hồi giáo                | Hồi giáo                |                         | 99%                     | 99%                     |
| Cơ đốc giáo             | Cơ đốc giáo             |                         | 1%                      | 1%                      |

Tính đến năm 2018, Mauritania có dân số khoảng 4,3 triệu người. Dân cư địa phương bao gồm ba sắc tộc chính: Người Bidhan hoặc người Moor da trắng, người Haratin hoặc người da đen và người Tây Phi. Người Bidhan nói tiếng Ả Rập Hassaniya và chủ yếu có nguồn gốc Ả Rập-Berber. Người Haratin chiếm khoảng 34% dân số. Họ là hậu duệ của những cư dân ban đầu trong thời kỳ đồ đá cũ. 13% dân số còn lại chủ yếu bao gồm các nhóm sắc tộc khác nhau gốc Tây Phi. Trong số này có Halpulaar nói tiếng Niger-Congo (Fulbe), Soninke, Bambara và Wolof.

### Tôn giáo

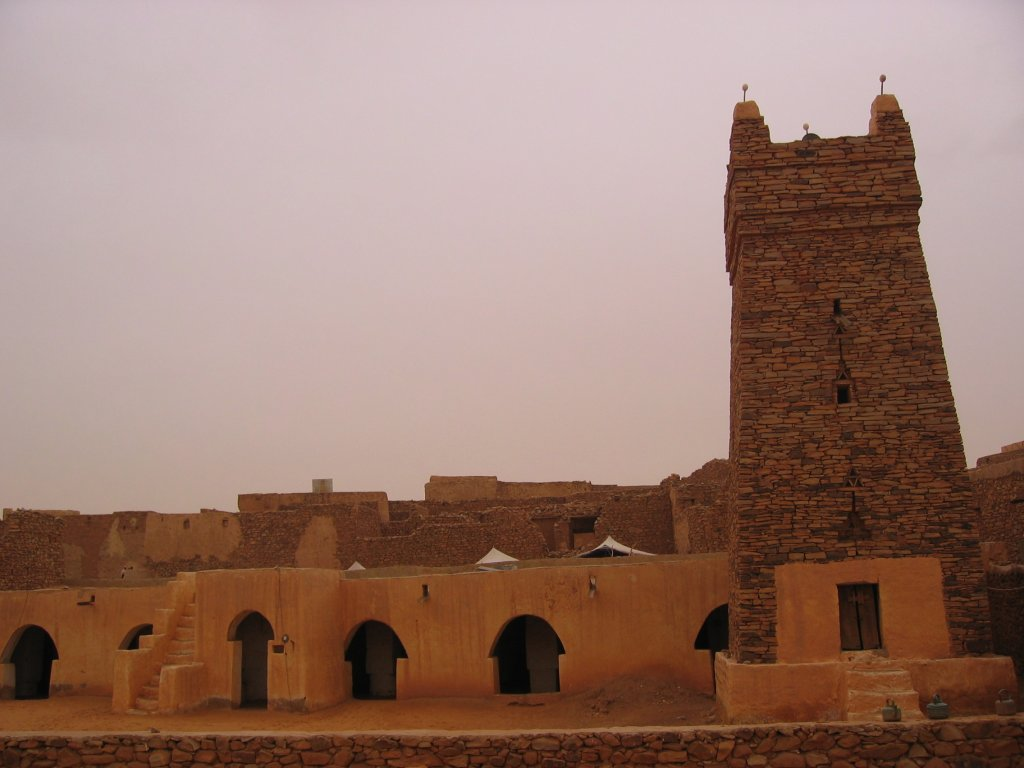
Đền thờ hồi giáo Chinguetti

Đất nước này có dân số gần 100% theo Hồi giáo, hầu hết trong số họ theo dòng Sunni. Công giáo Rôma với một giáo phận là Nouakchott, được thành lập vào năm 1965, phục vụ 4.500 người Công giáo ở Mauritanie.
Có rất nhiều hạn chế đối với tự do tôn giáo và tín ngưỡng ở Mauritania. Đây là một trong mười ba quốc gia trên thế giới trừng phạt chủ nghĩa vô thần bằng cái chết.

### Ngôn ngữ

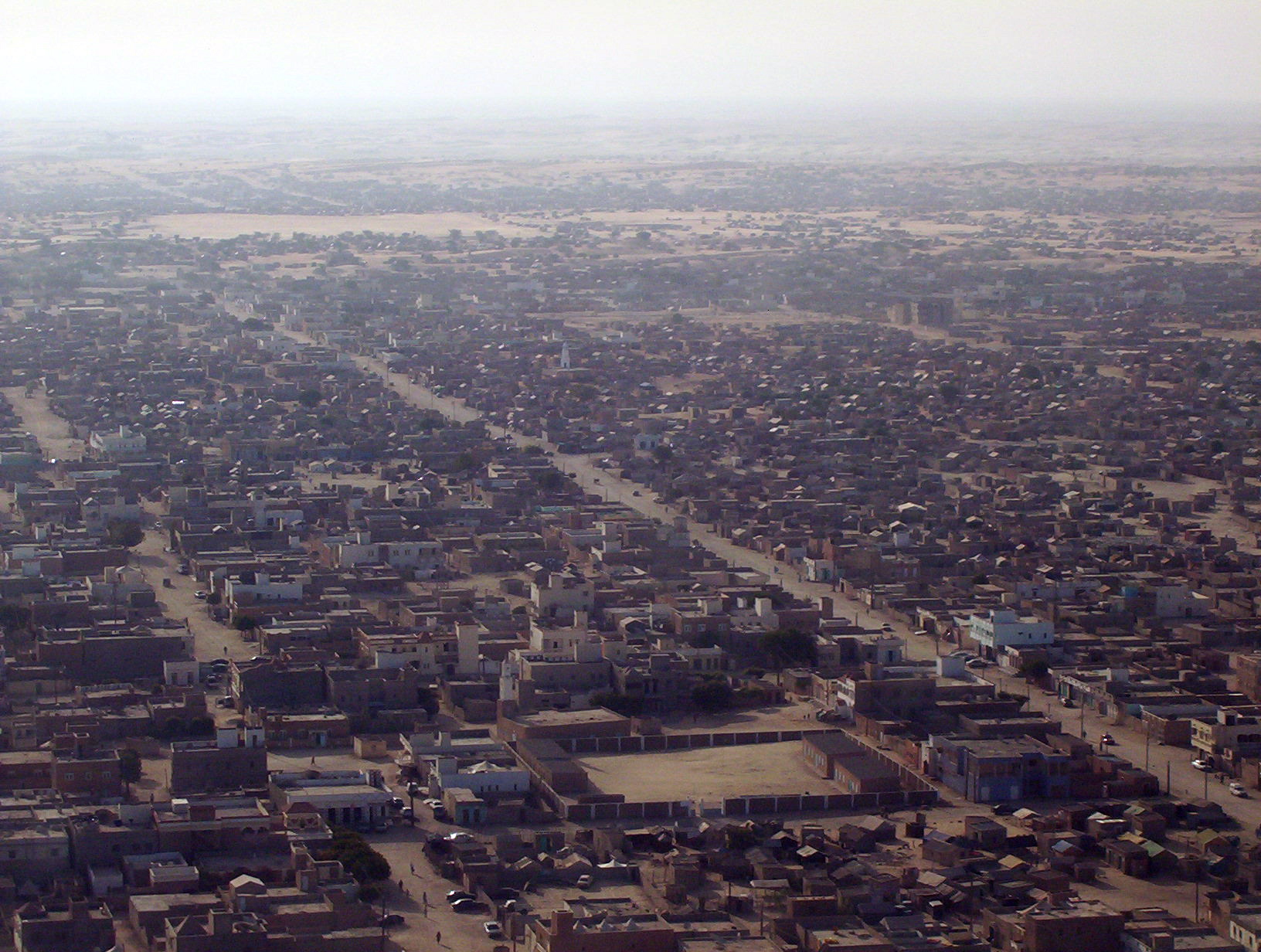
Nouakchott nhìn từ trên cao

Ngôn ngữ được sử dụng nhiều nhất là: tiếng Ả Rập Hassaniya, Pulaar, Soninke, Imraguen, Wolof và tiếng Pháp (được sử dụng rộng rãi trong các phương tiện truyền thông và trong các lớp học). Hiện tại tiếng Ả Rập chuẩn cũng là một ngôn ngữ chính thức. Tiếng Zenaga, một phương ngữ Berber, đã từng được nói trong suốt phần lớn lịch sử của Mauritanie, nhưng ngày nay nó được thay thế gần như hoàn toàn bằng tiếng Hassaniya. Chỉ còn một nhóm nhỏ khoảng 200 đến 300 người nói tiếng Ả Rập Zenaga.

### Y tế
Vào năm 2011, Tuổi thọ trung bình của người dân Mauritanie là 61,4. Chi phí y tế bình quân đầu người là 43 USD năm 2004. Chi phí y tế công cộng chiếm 2% của GDP và chi phí y tế tư nhân chiếm 0,9% GDP năm 2004. Vào đầu thế kỉ 21, trung bình cứ 100.000 người có 11 bác sĩ Tỉ lệ tử vong của trẻ em năm 2011 là 60,42/1000.
Tỷ lệ béo phì ở phụ nữ Mauritania cao, do các tiêu chuẩn truyền thống về cái đẹp ở nước này, trong đó phụ nữ béo phì được coi là xinh đẹp trong khi phụ nữ gầy được coi là ốm yếu.

### Giáo dục
Từ năm 1999, tất cả hoạt động giáo dục trong năm đầu tiên của tiểu học dùng Tiếng Ả Rập chuẩn hiện đại; Tiếng Pháp được giới thiệu từ năm thứ hai và dùng để dạy tất cả các môn khoa học. Việc sử dụng tiếng Anh đang tăng lên.
Mauritanie có trường Đại học Nouakchott và một số cơ sở giáo dục bậc cao khác, nhưng phần lớn những người có học thức cao ở Mauritanie đều học ở nước ngoài. Chi phí giáo dục công lập chiếm 10,1% chi phí của chính phủ giai đoạn 2000 - 2007.

## Nhân quyền
Chính phủ Abdallahi bị nhiều người coi là tham nhũng và hạn chế quyền tiếp cận thông tin của chính phủ. Phân biệt giới tính, phân biệt chủng tộc, cắt bộ phận sinh dục nữ, lao động trẻ em, buôn bán người và sự gạt ra bên lề chính trị của các nhóm dân tộc chủ yếu ở miền Nam tiếp tục là những vấn đề. Đồng tính luyến ái là bất hợp pháp và là hành vi phạm tội ở Mauritania.
Sau cuộc đảo chính năm 2008, chính quyền quân sự của Mauritania phải đối mặt với các lệnh trừng phạt quốc tế nghiêm trọng và tình trạng bất ổn nội bộ. Tổ chức Ân xá Quốc tế cáo buộc tổ chức này đã thực hành phối hợp tra tấn đối với những người bị giam giữ hình sự và chính trị. Tổ chức Ân xá đã buộc tội hệ thống luật pháp Mauritania, cả trước và sau cuộc đảo chính năm 2008, hoạt động hoàn toàn không quan tâm đến thủ tục pháp lý, xét xử công bằng hoặc bỏ tù nhân đạo. Tổ chức này nói rằng chính phủ Mauritania đã thực hành việc sử dụng tra tấn được thể chế hóa và liên tục trong suốt lịch sử hậu độc lập, dưới sự lãnh đạo của tất cả các nhà lãnh đạo.

Theo Báo cáo Nhân quyền năm 2010 của Bộ Ngoại giao Hoa Kỳ, các hành vi vi phạm nhân quyền ở Mauritania bao gồm:
... ngược đãi người bị giam giữ và tù nhân; lực lượng an ninh không bị trừng phạt; giam giữ trước xét xử kéo dài; điều kiện nhà tù khắc nghiệt; bắt bớ tùy tiện; giới hạn về quyền tự do báo chí và hội họp; tham nhũng; phân biệt đối xử với phụ nữ; cắt bỏ bộ phận sinh dục nữ (FGM); tảo hôn; định biên chính trị của các nhóm dân tộc gốc miền Nam; phân biệt chủng tộc và sắc tộc; chế độ nô lệ và các thực hành liên quan đến chế độ nô lệ; và lao động trẻ em.
Chế độ nô lệ vẫn tồn tại ở Mauritania, bất chấp nó bị đặt ngoài vòng pháp luật. Nó là kết quả của một quá trình lịch sử, dẫn đến chế độ nô lệ dựa trên dòng dõi. Những người bị bắt làm nô lệ là người Haratin da sẫm màu, với chủ nhân của họ là người Moors da sáng hơn. Năm 2012, một bộ trưởng chính phủ tuyên bố rằng chế độ nô lệ "không còn tồn tại" ở Mauritania. Tuy nhiên, người ta ước tính rằng 10% đến 20% dân số Mauritania (từ 340.000 đến 680.000 người) đang sống trong chế độ nô lệ.
Những trở ngại đối với việc chấm dứt chế độ nô lệ ở Mauritania bao gồm:
- Khó khăn khi thực thi luật pháp trong sa mạc rộng lớn của đất nước
- Sự nghèo đói hạn chế cơ hội cho nô lệ tự nuôi mình nếu được trả tự do
- Niềm tin rằng chế độ nô lệ là một phần của quy luật tự nhiên trong xã hội.

## Văn hoá
Việc quay phim cho một số phim tài liệu và phim điện ảnh đã được thực hiện ở Mauritania, bao gồm Fort Saganne (1984), The Fifth Element (1997), Winged Migration (2001) và Timbuktu (2014).
Các thư viện của Chinguetti chứa hàng nghìn bản thảo thời Trung cổ.

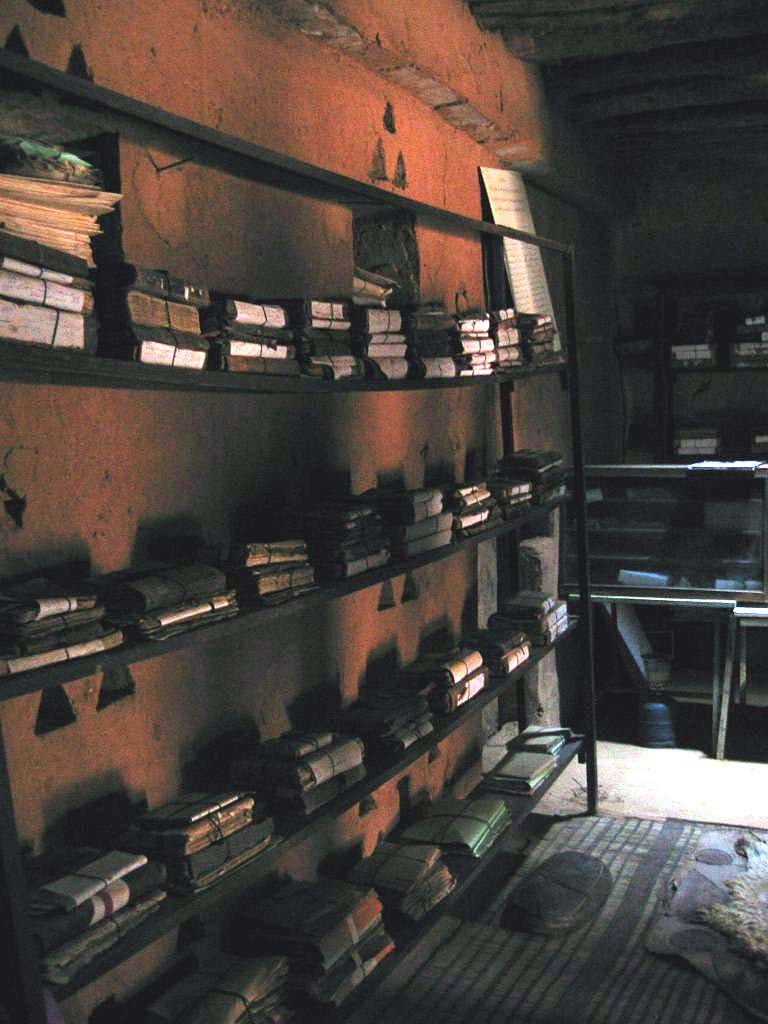
Bộ sưu tập Kinh Qu'ran tại thư viện Chinguetti